# Pogrom w Jassach
Pogrom w Jassach – masakra ludności żydowskiej, do której doszło w Jassach 28–30 czerwca 1941 roku, krótko po tym, gdy Rumunia u boku nazistowskich Niemiec przystąpiła do wojny z ZSRR.
Jassy były bastionem rumuńskiej skrajnej prawicy, posiadały też długą historię antysemickich ekscesów. Pod koniec czerwca 1941 roku, w związku z rozpoczęciem działań wojennych, w mieście skoncentrowano znaczne siły wojskowe i policyjne. W tym samym czasie państwowa propaganda podsycała nastroje antysemickie, stawiając znak równości między Żydami a systemem sowieckim. W Jassach krążyły również pogłoski, iż Żydzi współpracują z radzieckimi dywersantami oraz dają znaki nieprzyjacielskim lotnikom. W nocy z 28 na 29 czerwca w kilku dzielnicach doszło do wybuchu paniki i chaotycznej strzelaniny. Niedługo później rumuńscy oraz niemieccy żołnierze i policjanci, wspierani przez ludność cywilną, zaczęli na masową skalę grabić i mordować Żydów. Masakra zakończyła się dopiero 30 czerwca. Dzień wcześniej władze rumuńskie rozkazały ewakuować z miasta część zatrzymanych podczas pogromu Żydów. Na skutek tragicznych warunków transportu oraz brutalności eskorty ponad 2,6 tys. osób poniosło jednak śmierć podczas podróży „pociągami śmierci”. Rumuńskie władze nie uczyniły nic, aby zapobiec pogromowi, a swoimi późniejszymi decyzjami przyczyniły się do jego nasilenia i zwiększenia liczby ofiar. Niemniej historycy nie są zgodni w kwestii, czy i na jakim szczeblu masakra w Jassach została z góry zaplanowana.
Z ustaleń rumuńskich służb specjalnych wynika, że podczas pogromu zamordowano 13 266 Żydów. Inne źródła podawały szacunki w przedziale od 4 tys. do 15 tys. ofiar. Pogrom w Jassach jest najbardziej znanym epizodem w historii Zagłady Żydów w Rumunii.

## Tło historyczne
Począwszy od lat 60. XIX wieku, kolejne rządy Rumunii konsekwentnie prowadziły politykę dyskryminacji mniejszości żydowskiej. Konstytucja z 1866 roku przyznawała wyłącznie chrześcijanom prawo do otrzymania obywatelstwa rumuńskiego. W latach 1867–1918 w Rumunii doszło do 196 pogromów i incydentów na tle antysemickim. Z tradycji wrogości wobec Żydów znane były w szczególności Jassy – historyczna stolica Mołdawii. Antysemickie pogromy miały tam miejsce w 1898 i 1899 roku. Ten ostatni spotkał się z pełnym poparciem lokalnych władz i miejskiej elity. W konsekwencji antysemickiej polityki państwa do 1914 roku z Rumunii wyemigrowało 25% Żydów.
Po zakończeniu I wojny światowej władze Rumunii pod naciskiem międzynarodowym wprowadziły do krajowego prawodawstwa przepisy zapewniające ochronę mniejszościom narodowym, w tym Żydom. Konstytucja z 1923 roku zagwarantowała im pełne prawa obywatelskie. Niemniej w społeczeństwie rumuńskim wciąż utrzymywała się silna wrogość wobec Żydów. Hasła antysemickie zyskiwały popularność w szczególności w środowiskach studenckich i akademickich.
Jassy – będące ważnym ośrodkiem przemysłowym i uniwersyteckim – były w okresie międzywojennym głównym bastionem rumuńskiej skrajnej prawicy. W mieście wielokrotnie dochodziło do zajść i ekscesów na tle antysemickim. W 1920 roku rumuńscy studenci podpalili redakcję żydowskiego czasopisma „Lumina”. Dwa lata później zdemolowali drukarnię wydawnictwa H. Goldnera, w której drukowano gazetę „Opinia”. W 1923 roku siłą wyrzucili swoich żydowskich kolegów z Instytutu Anatomicznego. W kwietniu tegoż roku, domagając się wprowadzenia zasady numerus clausus, przy cichym poparciu niektórych profesorów dokonali okupacji uniwersytetu Aleksandra Jana Cuzy, wymuszając w ten sposób przerwanie zajęć. W grudniu tego samego roku z powodu dokonywanych przez studentów antysemickich ekscesów rektor uniwersytetu był zmuszony zwrócić się o interwencję wojska. W październiku 1924 roku został zamordowany Constantin Manciu, prefekt policji w Jassach, który kilkukrotnie rozkazał swoim podwładnym interweniować przeciwko sprawcom antysemickiej przemocy. Jego zabójcą był Corneliu Zelea Codreanu, późniejszy twórca skrajnie prawicowego i antysemickiego Legionu Archanioła Michała oraz jego zbrojnego ramienia - Żelaznej Gwardii. W 1926 roku antysemickie ekscesy dokonywane przez studentów kolejny raz wymusiły przerwanie zajęć na uniwersytecie Jana Cuzy.
Wraz ze wzrostem wpływów skrajnej prawicy oraz zacieśnianiem przez Rumunię stosunków z nazistowskimi Niemcami do rumuńskiego prawodawstwa powróciły regulacje dyskryminujące Żydów. Nastroje antysemickie wzrosły w szczególności po zaanektowaniu przez ZSRR terenów Besarabii i północnej Bukowiny (czerwiec 1940). Jednakże już wcześniej, w latach 1937–1938, w okresie rządów gabinetu Octaviana Gogi, pozbawiono rumuńskiego obywatelstwa 225 222 Żydów (30% żydowskiej społeczności). Zamknięto ponadto wszystkie żydowskie gazety oraz pozbawiono Żydów prawa do wykonywania zawodu dziennikarza. Z kolei między 11 września 1940 roku a 21 stycznia 1941 roku władze rumuńskie wydały aż 41 dekretów antyżydowskich. Między innymi usunięto ze struktur administracji wszystkich urzędników pochodzenia żydowskiego oraz znacjonalizowano znaczną liczbę należących do Żydów nieruchomości i przedsiębiorstw. Wprowadzono zakaz zawierania związków małżeńskich między Żydami a nie-Żydami. Tym pierwszym zakazano również podejmowania studiów na uczelniach wyższych, podejmowania nauki w szkołach publicznych oraz wykonywania zawodu nauczyciela. Ponadto wykluczono Żydów ze służby wojskowej, w zamian nakładając na nich specjalny podatek oraz przymus pracy. W styczniu 1941 roku, podczas nieudanego puczu Żelaznej Gwardii, w Bukareszcie doszło do pogromu, podczas którego zamordowano co najmniej 120 Żydów, a tysiące innych pobito i obrabowano.
W styczniu 1941 roku dyktator Rumunii marsz. Ion Antonescu został poinformowany przez Adolfa Hitlera o planowanej niemieckiej inwazji na ZSRR. Conducător podjął decyzję o przystąpieniu do wojny u boku Niemiec. Postanowił jednocześnie wykorzystać zbliżający się konflikt, aby wywłaszczyć, po czym wysiedlić z Rumunii możliwie jak największą liczbę Żydów.

## Pogrom

### Preludium
W czerwcu 1941 roku Jassy liczyły około 100 tys. mieszkańców, z czego blisko 50% stanowili Żydzi.
22 czerwca 1941 roku Rumunia u boku Niemiec przystąpiła do wojny z ZSRR. Fakt, iż na terenach przygranicznych zamieszkiwały liczne społeczności żydowskie, był przyjmowany z niepokojem zarówno przez niemieckie, jak i rumuńskie dowództwo. Na kilka dni przed rozpoczęciem działań wojennych marsz. Antonescu wydał ministerstwu propagandy nieformalne polecenie, aby „zamknąć wszystkie żydo-komunistyczne kawiarnie w Mołdawii”, a także przystąpić do identyfikacji wszystkich „Żydków, komunistycznych agentów oraz ich sympatyków”. Dodał jednocześnie: „Ministerstwo Spraw Wewnętrznych musi wiedzieć kim oni są, zabronić im podróżowania i być przygotowanym na uczynienie z nimi wszystkiego, co rozkażę w odpowiednim momencie”.
21 czerwca Conducător rozkazał, aby w ciągu 48 godzin wszyscy żydowscy mężczyźni w wieku od 18 do 60 lat, zamieszkujący na terenach między Seretem a Prutem, zostali zatrzymani i przewiezieni do obozu internowania w Târgu Jiu. Ich rodziny miały zostać przesiedlone do różnych rumuńskich miast. Jednocześnie od pierwszych dni wojny państwowa propaganda intensywnie eksploatowała stereotyp „żydokomuny”, stawiając znak równości między systemem sowieckim a Żydami.
Niemiecko-rumuńska ofensywa na południowym odcinku frontu wschodniego ruszyła dopiero w pierwszej dekadzie lipca. Niemniej już pod koniec czerwca armia rumuńska skoncentrowała znaczne siły w Jassach oraz w innych przygranicznych miastach. W samym mieście stacjonowały m.in. niektóre pododdziały 14 Dywizji Piechoty, 450 miejscowych policjantów, a także 330 policjantów ściągniętych z całego kraju, którzy docelowo mieli pełnić służbę na odzyskanych terenach Besarabii i Bukowiny północnej. W Jassach obecni byli ponadto liczni Niemcy: żołnierze 198 Dywizji Piechoty, funkcjonariusze SS, członkowie organizacji Todta.
24 czerwca Jassy zostały po raz pierwszy zbombardowane przez radzieckie lotnictwo. Mimo iż liczba ofiar i straty materialne okazały się stosunkowo niewielkie, w mieście zapanowała antysemicka histeria. Żołnierze oraz działacze skrajnie prawicowych organizacji rozpuszczali pogłoski, iż Żydzi pozostają na usługach Sowietów oraz wysyłają sygnały radzieckim lotnikom. Według niektórych relacji dzień po bombardowaniu policjanci mieli rozkazać chrześcijańskim mieszkańcom, by oznaczyli swoje domy znakiem krzyża lub literą „C”. Tymczasem 26 czerwca nastąpił kolejny, znacznie bardziej dotkliwy w skutkach nalot. Nastroje antysemickie nasiliły się jeszcze bardziej. Krążyły pogłoski, że wśród załóg zestrzelonych samolotów byli Żydzi pochodzący z Jassów. Po raz pierwszy pojawiła się również plotka, iż w mieście ukrywają się zrzuceni na spadochronach radzieccy dywersanci.

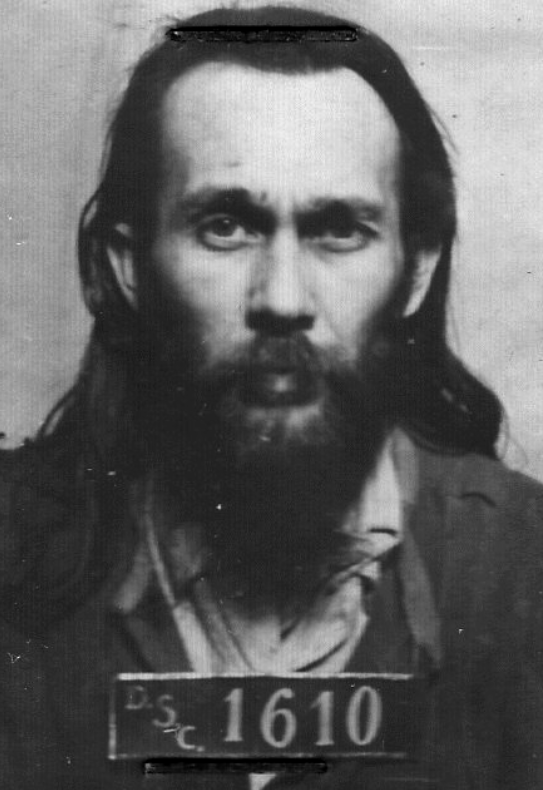
Sierżant Mircea Manoliu, który 26 i 27 czerwca zastrzelił w Jassach kilku aresztowanych Żydów. Zdjęcie wykonane w 1950, już po zatrzymaniu go przez Securitate

26 czerwca na ul. Vasile Lupu żołnierze 13. pułku piechoty zatrzymali trzech żydowskich mężczyzn, których oskarżyli o wysyłanie radzieckim lotnikom sygnałów za pomocą rakiet świetlnych. Aresztantów doprowadzono do sztabu 14 Dywizji Piechoty, gdzie przeszukało ich dwóch oficerów. Jako że nie znaleźli oni żadnych dowodów potwierdzających zarzuty, aresztantów zwolniono. Rozkaz odprowadzenia ich poza teren garnizonu otrzymał sierż. Mircea Manoliu. Podoficer ten, będący członkiem Żelaznej Gwardii, zaprowadził jednak trzech Żydów na wojskową strzelnicę, po czym otworzył do nich ogień z karabinu. Jeden z mężczyzn, Iosub Cojocaru, został zabity na miejscu. Drugi – Herscu Wolf, został ciężko ranny, lecz przeżył, trzeci – Leon Schachter – zdołał zbiec. Tego samego dnia pod zarzutem szpiegostwa uwięziono pięciu nieznanych z nazwiska Żydów, którzy na rozkaz oficera rumuńskiej policji weszli na dziedziniec kwatery 13. pułku, aby oznaczyć miejsca, gdzie znajdowały się niewybuchy radzieckich bomb lotniczych.
Również tego samego dnia, w godzinach popołudniowych, liderów miejscowej społeczności żydowskiej wezwano do komendy głównej policji w Jassach (Chestura). Przyjął ich ppłk Constantin Chirilovici, który oskarżył żydowską społeczność o współpracę z „zestrzelonymi żydo-sowieckimi lotnikami”. Zażądał, aby w ciągu 48 godzin Żydzi wydali wszystkie posiadane latarki, lornetki i aparaty fotograficzne. Jeszcze tego samego wieczora na ulice miasta wyszło czterdzieści specjalnych zespołów, w których składzie znalazło się łącznie 817 rumuńskich policjantów i żandarmów. Wiele domów należących do Żydów zostało wtedy przeszukanych. Do komendy policji doprowadzono 317 osób. Niektórych szybko zwolniono, jednakże 207 Żydów, przy których znaleziono latarki lub nawet przedmioty wykonane z czerwonej tkaniny, zostało aresztowanych.
Wieczorem 27 czerwca w dzielnicy Nicolina rumuński żołnierz zastrzelił starszego wiekiem żydowskiego mężczyznę. Tego samego wieczora zwolniono z aresztu pięciu Żydów, których zatrzymano poprzedniego dnia, gdy oznaczali miejsca, gdzie znajdowały się radzieckie niewybuchy. Zadanie ich odeskortowania powierzono sierż. Manoliu – temu samemu, który poprzedniego dnia w podobnych okolicznościach otworzył ogień do trzech Żydów. Powtórzyło się to i tym razem. Manoliu wraz z jeszcze jednym żołnierzem zabrali pięciu Żydów na strzelnicę i tam ich zamordowali. Zwłoki ofiar odnaleziono następnego dnia.

### Masakra w Jassach

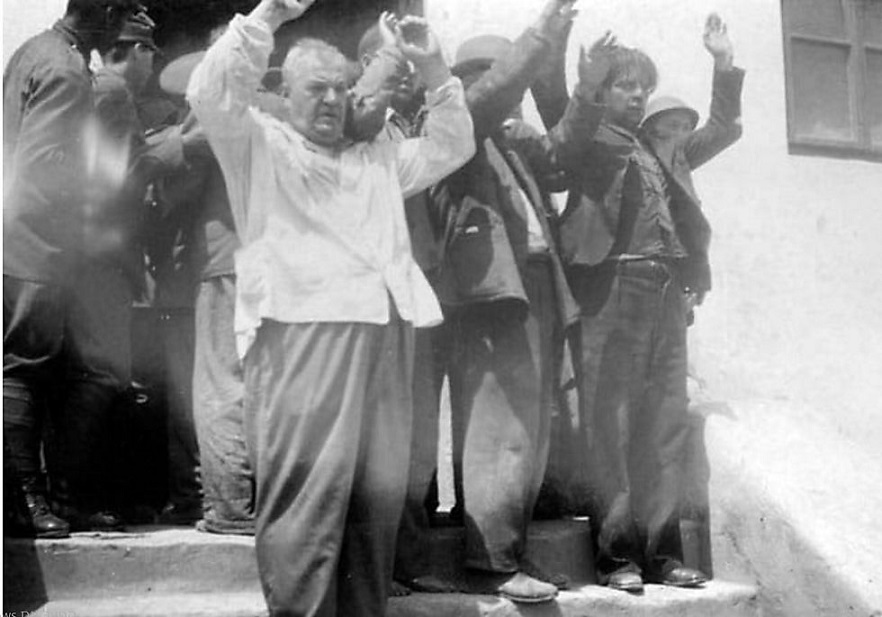
Żydowscy mężczyźni zatrzymani w czasie pogromu

28 czerwca o poranku kilkudziesięciu żołnierzy z 13. pułku piechoty i 24. pułku artylerii, którymi dowodził sierż. Manoliu, pod pretekstem poszukiwania radiostacji obrabowało i pobiło kilkunastu Żydów. Ponadto po raz pierwszy – na terenie dzielnic Tatarasi i Abator – miały miejsce wypadki, gdy Żydzi byli maltretowani przez niemieckich żołnierzy.
Tego dnia na murach zawisły także antysemickie plakaty. Niektóre z nich wzywały:

Rumuni! Każdy zabity Żydek, to zabity komunista. Czas odwetu nadszedł!

Poranny rabunek dokonany przez żołnierzy spowodował początkowo interwencję rumuńskich władz wojskowych i policyjnych. Sierżant Manoliu został aresztowany. Bardzo szybko wypuszczono go jednak na wolność. Ponadto jeszcze tego samego wieczora komendant policji w Jassach, Gheorghe Leahu, wydał funkcjonariuszom rozkaz, aby pod żadnym pozorem nie ingerowali w działania wojska.
Tego samego dnia o 11:00 marsz. Antonescu telefonicznie omówił sytuację w Jassach z dowódcą miejscowego garnizonu płk Constantinem Lupu. Według niektórych źródeł Conducător miał rozkazać pułkownikowi „oczyścić miasto z jego żydowskich mieszkańców”.
Tymczasem 28 czerwca około godziny 21:00 nad miastem pojawił się niezidentyfikowany samolot, który zrzucił kilka rakiet oświetlających. Wśród ludności i wojska wybuchła panika, a w kilku dzielnicach wybuchła chaotyczna strzelanina. Pojawiły się pogłoski, iż pod Jassami wylądowali radzieccy spadochroniarze. Jeszcze tej samej nocy niemieccy i rumuńscy żołnierze zaczęli grabić i mordować Żydów. Wkrótce dołączyli do nich rumuńscy policjanci oraz cywile. Wśród tych ostatnich znajdowali się sympatycy ruchów nacjonalistycznych i antysemickich, robotnicy – w tym zwłaszcza pracownicy kolei, rzemieślnicy, urzędnicy i pracownicy umysłowi, a także studenci, emeryci i weterani wojenni.
Oprawcy wdzierali się do domów i mieszkań, po czym mordowali ich żydowskich właścicieli oraz grabili ich dobytek. Tej nocy zamordowany został m.in. kierownik hotelu Binder, nazwiskiem Blau, oraz czworo członków jego rodziny. Zabito ich, gdyż na hotelowym strychu został znaleziony karabin maszynowy, który w rzeczywistości pozostawili tam członkowie Żelaznej Gwardii. Rumuńskie władze nie podjęły żadnej interwencji. W sporządzonym następnego dnia raporcie policyjnym oskarżono „komunistów Żydów i Rumunów” o sprowokowanie strzelaniny w kilku punktach miasta celem wywołania paniki i zakłócenia ruchów wojsk. Pogrom opisano natomiast jako „przeszukania domów” przeprowadzone wspólnie przez wojsko niemieckie i rumuńskie.

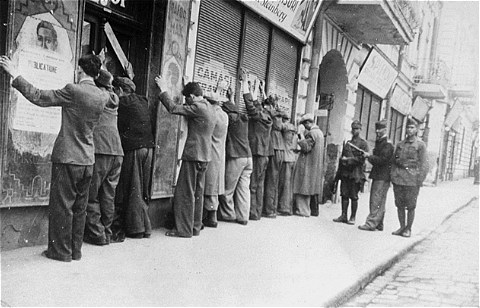
Żydzi zatrzymani 29 czerwca na ulicach Jassów

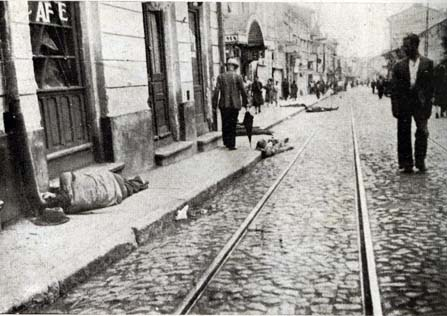
Zwłoki ofiar pogromu na ulicach miasta

29 czerwca pogrom trwał nadal. Na celowniku oprawców znaleźli się przede wszystkim żydowscy mężczyźni zdolni do noszenia broni, czasami jednak ich ofiarą padały również kobiety i osoby starsze. Niektórych Żydów mordowano na miejscu, innych formowano w kolumny i gnano do gmachu komendy głównej policji w Jassach. W czasie przemarszu eskorta biła ich pałkami i kolbami karabinowymi, podczas gdy umundurowani i cywilni gapie opluwali ich oraz obrzucali kamieniami i kawałkami szkła. Tych, którzy nie nadążali za kolumną, mordowano. Ulice miasta wkrótce zostały usłane dziesiątkami zwłok. Należące do Żydów domy i mieszkania były grabione i dewastowane; w procederze tym uczestniczyli w szczególności zwykli mieszkańcy miasta. Na ul. Xenopola z rąk niemieckich żołnierzy zginął kupiec Jean Olivembaum. Jego zwłoki sfotografowano następnie koło karabinu maszynowego – jako „dowód”, iż Żydzi urządzili w mieście prokomunistyczną dywersję (zdjęcie ukazało się później w czasopiśmie „Der Adler”). Mordom i rabunkom towarzyszyły gwałty na kobietach.
Do południa na dziedzińcu komendy zgromadzono około 3,5 tys. Żydów, a do zmroku – nawet do 5 tys. Kilkukrotnie pojawił się tam gen. Gheorghe Stavrescu, dowódca 14. Dywizji Piechoty. W międzyczasie, około godziny 11:00, przystąpiono do sprawdzania dokumentów zatrzymanych. Od 200 do 2 tys. Żydów (świadkowie podawali bardzo rozbieżne szacunki), w tym przede wszystkim kobiety, dzieci i lekarzy, wypuszczono na wolność. Jednakże mimo otrzymania stosownych zaświadczeń niektórzy zostali później ponownie aresztowani lub zamordowani na miejscu. W międzyczasie do komendy nadal doprowadzano grupy Żydów. Niektórzy zgłosili się dobrowolnie, licząc, że otrzymają zaświadczenia, które zapewnią im bezpieczeństwo.

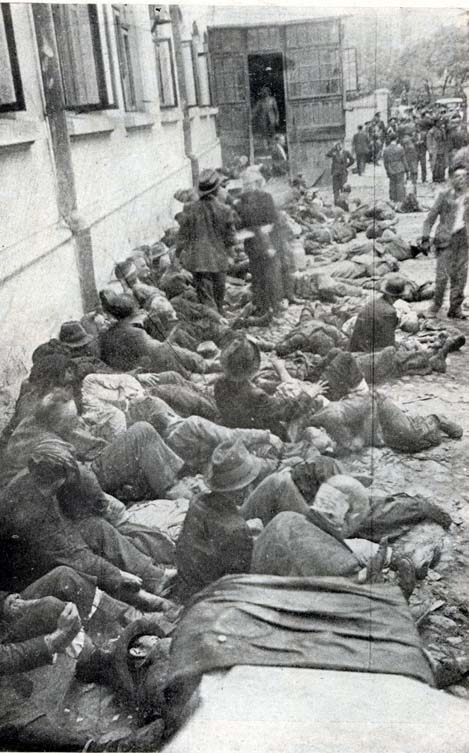
Jeden z punktów zbornych dla zatrzymanych Żydów

Tymczasem Chesturę otoczył tłum złożony z niemieckich żołnierzy i esesmanów, członków organizacji Todta, rumuńskich policjantów i żandarmów oraz zwykłych mieszkańców miasta. Utworzyli oni szpaler, przez który kolumny Żydów musiały przechodzić w drodze na dziedziniec komendy. Brutalnie bito ich wtedy metalowymi pałkami i drewnianymi kijami. Władze rumuńskie zaczęły stopniowo tracić kontrolę nad sytuacją w mieście. Około godziny 14:00 Żydzi przetrzymywani na dziedzińcu komendy zostali niespodziewanie ostrzelani ogniem karabinów i broni maszynowej. Wybuchła panika, a w powstałym chaosie aresztanci zaczęli forsować ogrodzenie Chestury i uciekać na sąsiednie ulice. Niemcy i Rumuni urządzili na nich polowanie. Rannych dobijano za pomocą pałek i bagnetów, a zwłoki ograbiano z zegarków i wszelkich innych wartościowych przedmiotów. Masakra, której ofiarą padło prawdopodobnie około tysiąc osób, trwała do godziny 18:00.
Nie wszyscy rumuńscy mieszkańcy miasta dołączyli jednak do pogromu. Niektórzy starali się pomóc ofiarom. Gdy grupa około 800–1000 Żydów została zapędzona nad brzeg rzeki Bahlui, gdzie rumuńscy żołnierze i cywile zamierzali ich zamordować, zainterweniował kierowca podpułkownika Chirilovici. Poinformował przełożonego o zaistniałej sytuacji, a ten przybył na miejsce zdarzenia i w ostatniej chwili zapobiegł masakrze. Grigore Profir ukrył około 100 osób na terenie młyna zbożowego „Dacia”, którego był kierownikiem. W podobny sposób kilkudziesięciu Żydów uratował aptekarz Dumitru Beceanu. Z kolei inżynier Naum, były pracownik Instytutu Higieny w Jassach, został zastrzelony przez rumuńskiego oficera za próbę wstawienia się za Żydami. W podobnych okolicznościach zostali zamordowani prawosławny duchowny nazwiskiem Razmerita oraz tokarz loan Gheorghiu (tego ostatniego zlinczowali uczestniczący w pogromie robotnicy kolejowi). Nawet niektórzy rumuńscy oficerowie wypuszczali Żydów na wolność, ostrzegali ich przed zagrożeniem, a nawet czasowo zamykali w dzielnicowych aresztach – dzięki czemu uniknęli oni zabrania na dziedziniec Chestury. Miały ponadto miejsce wypadki, gdy Żydzi zdołali się uratować dzięki zapłaceniu łapówki.
Tymczasem 30 czerwca marsz. Antonescu wydał rozkaz, aby:

Wszystkich komunistów Żydów […] którzy zostali schwytani z czerwonymi flagami czy bronią, zlikwidować jeszcze tej samej nocy.

Tego dnia na ulicach Jassów nadal mordowano Żydów, jednakże już na mniejszą skalę. Niemniej w kilku przypadkach zamordowane zostały całe rodziny. Bez śladu zaginęło także około 100 żydowskich robotników przymusowych, zatrudnionych uprzednio w elektrowni tramwajowej. Witold Mędykowski szacuje, że 30 czerwca w Jassach zostało zabitych około 150 osób. Władze nakazały sformowanie grup roboczych złożonych z żydowskich mężczyzn. Członków jednej z nich zmuszono, by oczyścili dziedziniec komendy ze śladów krwi i fragmentów ciał. Pozostałe grupy uprzątały zwłoki ofiar pogromu. Na cmentarzu żydowskim wykopano dwie zbiorowe mogiły, w których pogrzebano zarówno zwłoki zamordowanych, jak i ciężko ranne ofiary, które dawały jeszcze oznaki życia. Część zwłok, ponownie razem z ciężko rannymi, wrzucono do rzeki Bahlui.
2 lipca władze rumuńskie wydały komunikat informujący, że Sowieci zrzucają ze spadochronów szpiegów i dywersantów, którzy z pomocą lokalnych agentów i „żydo-komunistów” starają się szerzyć chaos na tyłach rumuńskich wojsk. Pogrom w Jassach opisano natomiast jako likwidację 500 „żydo-komunistów”, którzy jakoby mieli strzelać do niemieckich i rumuńskich żołnierzy. O tym, iż informacje o rzekomej dywersji były całkowicie nieprawdziwe, świadczyć może jednak fakt, że w ostatnich dniach czerwca 1941 roku w Jassach nie został zabity lub ranny żaden rumuński czy niemiecki żołnierz.

### „Pociągi śmierci”

#### Preludium
29 czerwca w godzinach popołudniowych rumuńskie dowództwo postanowiło ewakuować ocalałych Żydów z terenu komendy policji. Decyzję tę podjął najprawdopodobniej gen. Stavrescu w porozumieniu z władzami okręgu Jassy. Niedługo później Ministerstwo Spraw Wewnętrznych przekazało telefonicznie swoją zgodę na wywiezienie Żydów z miasta. Ponadto wicepremier i minister spraw zagranicznych Mihai Antonescu skontaktował się z prefektem okręgu Jassy, nakazując mu pozostać w tej sprawie w ścisłym kontakcie z MSW. Władze rumuńskie planowały, że jeden transport zostanie skierowany do Târgu Frumos, a drugi do Podu Iloaiei.
Jeszcze tego samego dnia, począwszy od godziny 20:00, blisko 2,5 tys. Żydów zaczęto doprowadzać pod eskortą na stację kolejową. Gdy dotarli na miejsce, rozkazano im położyć się twarzą do ziemi, po czym rozpoczęto długotrwałą procedurę liczenia zatrzymanych. Niemieccy i rumuńscy żołnierze zagrozili, że każdy Żyd, który chociażby podniesie głowę, zostanie zastrzelony. Podróżni przebywający na stacji kolejowej deptali po leżących. Gdy liczenie zakończyło się, Żydów zaczęto wpędzać do wagonów towarowych. Mogły one pomieścić maksymalnie do 40 osób, jednakże wtłaczano do nich po 120–150 osób. W drodze do wagonów ofiary były bite kolbami karabinowymi, kłute bagnetami, obrzucane obelgami. Do żołnierzy dołączyli rumuńscy robotnicy kolejowi, którzy zadawali ciosy swoimi młotami. Później żołnierze „dla rozrywki” wpychali ostrza bagnetów między szpary w ścianach wagonów. Wypisywali także na wagonach antysemickie slogany, takie jak „Zabójcy niemieckich i rumuńskich żołnierzy” lub „Komunistyczne Żydki”.

#### Pierwszy transport

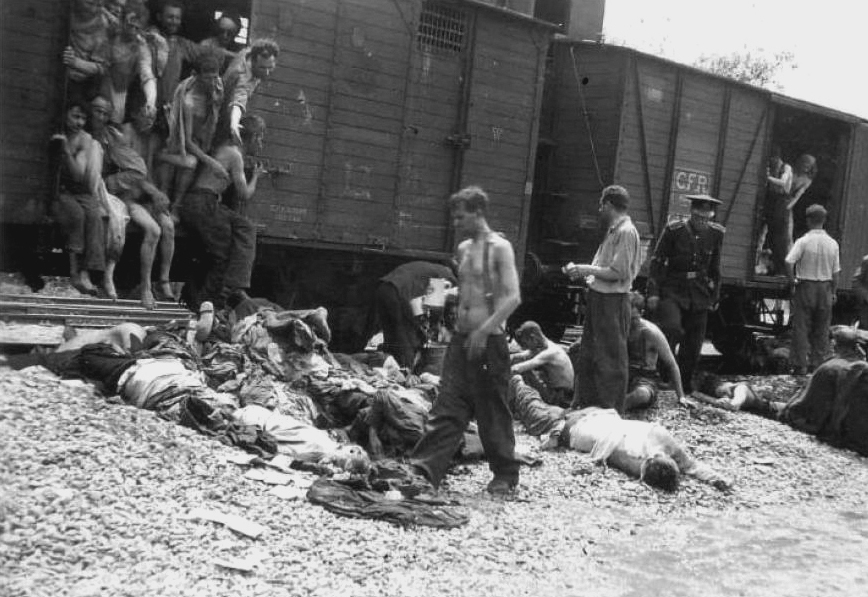
„Pociąg śmierci” podczas postoju w Târgu Frumos. Na pierwszym planie zwłoki ofiar

30 czerwca około godziny 3:30 – 4:15 pierwszy pociąg wyruszył w drogę. Liczył od 33 do 39 wagonów, w których stłoczono od 2430 do 2530 Żydów. Eskortą dowodził sierż. Ion Leucea. Transport skierowano najpierw do Târgu Frumos, później do Pașcani i Lespezi, po czym zawrócono ponownie do Pașcani i Roman. Dotarłszy około południa do ostatniej z tych miejscowości, pociąg zatrzymał się na czterogodzinny postój. Następnie skierowano go ponownie do Târgu Frumos, gdzie dotarł około 21:30. Mimo iż panowały letnie upały, rumuńscy strażnicy nie pozwalali otwierać wagonów, ani nie dostarczali więźniom wody. Jeszcze przed wyjazdem z Jassów otwory wentylacyjne w wagonach zostały zabite deskami. Sytuację pogarszał fakt, że były one wcześniej wykorzystywane do przewozu karbidu. W tych warunkach Żydzi cierpieli i umierali na skutek głodu, pragnienia, upału i braku powietrza. Upał i pragnienie doprowadziły niektórych do obłędu; zdarzało się, że zdesperowane ofiary piły urynę lub krew ze swoich ran. Miały także miejsce przypadki samobójstw. Podczas przejazdu przez stację w Săbăoani w kilku wagonach Żydzi wyłamali drewniane deski, po czym wydostali się na zewnątrz. Strażnicy otworzyli wtedy ogień zarówno do uciekających, jak i tych, którzy pozostali w wagonach. Leizer Finkelstein, który przeżył podróż „pociągiem śmierci”, wspominał:

Myślę, że żadnemu reżyserowi filmowemu nigdy nie uda się oddać przeżyć związanych z „pociągami śmierci”. Leżenia pośród trupów wysmarowanych odchodami. Robiliśmy krzesła i ławki ze zmarłych. Rozkładaliśmy zwłoki, siadaliśmy i stawaliśmy na nich. Później, czytając o Auschwitz i innych obozach koncentracyjnych, mówiłem sobie: „Na Boga, być może ci ludzie mieli więcej szczęścia od nas. Przynajmniej wchodzili do komory gazowej i w ciągu kilku minut byli martwi”. Nas trzymali w tych wagonach, które zamieniły się w komory gazowe. Ludzie umierali w nich ot tak, na stojąco. Jeden teraz, kolejny za 10 minut i tak dalej. Nikt nie miał nadziei, że uda mu się ujść z tego z życiem.

W Târgu Frumos strażnicy pozwolili otworzyć cztery wagony, po czym zabrali około 200 Żydów do miejscowej synagogi. Po drodze ofiary były bite przez eskortę. Tych, którzy zatrzymywali się, by zaczerpnąć wodę z przydrożnych rowów, zabijano. Okrucieństwem wyróżnił się zwłaszcza miejscowy komisarz policji Ion Botez, który w dodatku pod groźbą kary śmierci zabronił mieszkańcom miasta udzielać deportowanym jakiejkolwiek pomocy. Żydów uwięzionych w synagodze bito i ograbiano z ostatnich wartościowych przedmiotów. Pobity został także przewodniczący miejscowej gminy żydowskiej, Freitag, który przybył do synagogi, by pomóc deportowanym. Dwaj bracia, którzy stawili opór w czasie rabunku, zostali zastrzeleni.
Tymczasem dowódca kwaterującego w mieście batalionu kolejowego kpt. Danubiu Marinescu razem z nieznanym z nazwiska niemieckim kapitanem zakazali otwierania pozostałych wagonów. Ponadto Marinescu bezskutecznie domagał się zgody na rozstrzelanie wszystkich Żydów. Wieczorem jeden z miejscowych policjantów „dla rozrywki” strzelał do ofiar przez okienka wagonów. Dopiero 1 lipca kontrolę nad pociągiem przejęła nowa grupa żandarmów, których przysłano z Jass. Dowodził nimi por. Aurel Triandaf. Rozkazał on otworzyć drzwi wagonów i usunąć zwłoki zmarłych. Więźniowie byli jednak zbyt wyczerpani, by wykonać tę pracę, stąd władze miejskie musiały sprowadzić grupę miejscowych Romów, pozwalając im w zamian zachować buty i ubrania znalezione przy zmarłych. Zwłoki zabrane z wagonów, w liczbie około 650, pogrzebano na miejscowym cmentarzu żydowskim. Do pracy przy kopaniu masowego grobu zmuszono miejscowych Żydów. Razem z pewnym rumuńskim duchownym zdołali uratować mężczyznę, którego uznano za zmarłego i wrzucono do mogiły. Tymczasem burmistrz Târgu Frumos po dłuższych staraniach uzyskał pozwolenie na dostarczenie do wagonów wody i chleba.
1 lipca około godziny 16:00 pociąg wyruszył w dalszą drogę. Następnego poranka zatrzymał się w Mircești, gdzie z wagonów wyładowano 327 zwłok. Strażnicy zabili wtedy kilku Żydów, którzy wyskoczyli z wagonów, by zaczerpnąć wodę z pobliskich rowów. 3 lipca transport przejechał przez Săbăoani, po czym ponownie skierowano go do Roman. W mieście kwaterował w tym czasie rumuński sztab generalny. Ze względu na dobywający się z wagonów fetor załodze pociągu zabroniono zatrzymywać się na tamtejszej stacji. W konsekwencji transport zawrócił do Săbăoani, gdzie z wagonów wyładowano kolejnych 300 zwłok. Żydzi nadal nie otrzymywali wody; co najwyżej niektórzy kupowali ją po wysokich cenach od rumuńskich żołnierzy lub robotników kolejowych. Miały miejsce wypadki, gdy rumuńscy i niemieccy żołnierze strzelali do wagonów lub obrzucali je kamieniami.

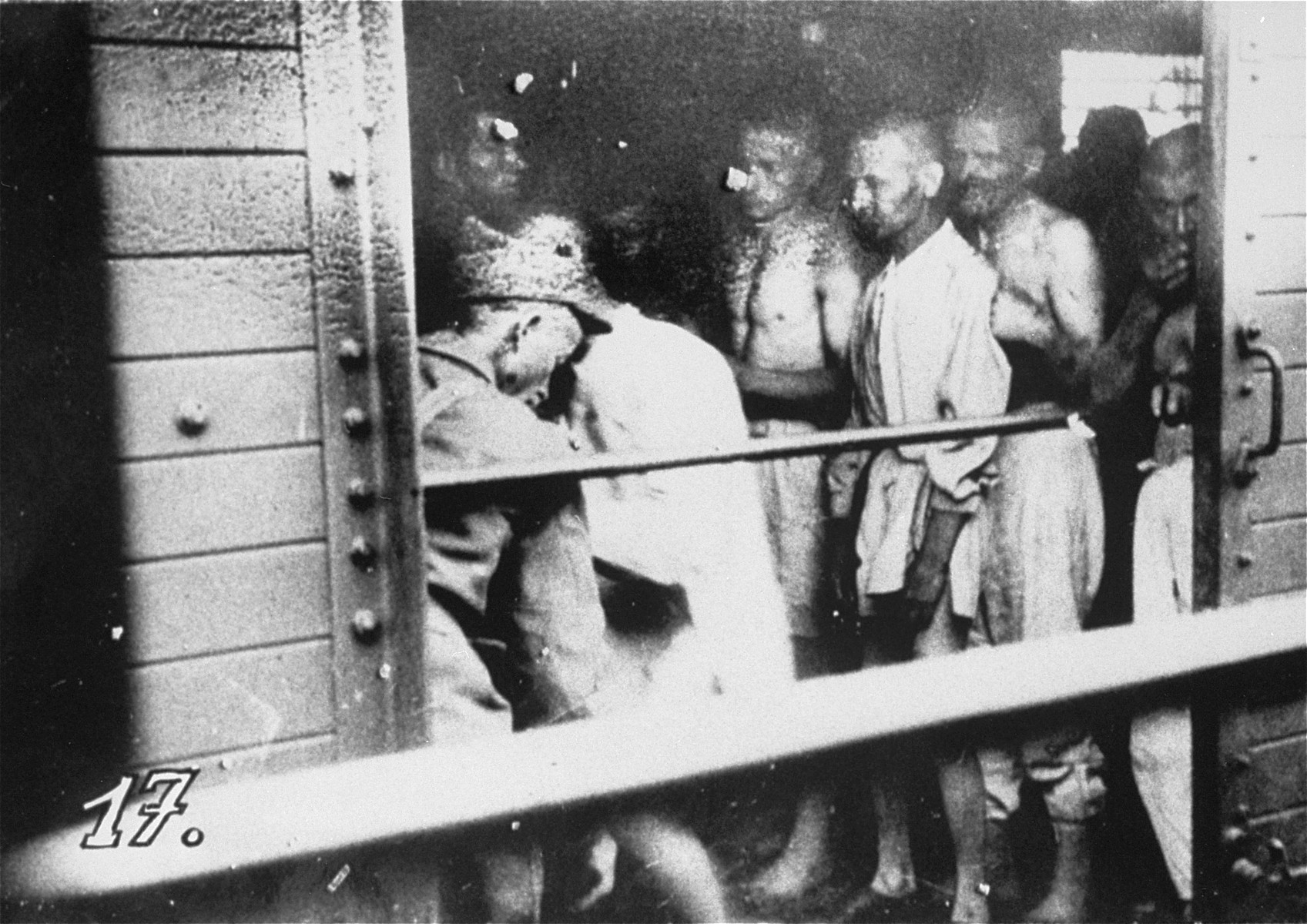
Rumuńscy lekarze badający więźniów podczas postoju „pociągu śmierci” na stacji w Săbăoani

W Săbăoani pozostających przy życiu Żydów przebadali wojskowi lekarze, po czym pociąg raz jeszcze skierowano do Roman. Tam ofiarom udzielił pomocy personel miejscowego oddziału Rumuńskiego Czerwonego Krzyża, którym kierowała Viorica Agarici. Niektórych więźniów umyto i odwszawiono, jednakże ze względu na brak ubrań na wymianę, w konsekwencji tych zabiegów pozostali nadzy. Z pociągu wyładowano 53 zwłoki. Następnego dnia (4 lipca) Żydów przeniesiono do nowych wagonów, po czym transport udał się z Roman do Mărășești, gdzie stanął na nocny postój. Z wagonów wyładowano 10 zwłok. Kolejny postój, w nocy z 5 na 6 lipca, wypadł w Inotești, gdzie z wagonów usunięto kolejnych 40 zwłok. Pociąg udał się następnie do Ploeszti, gdzie Żydzi otrzymali wodę i żywność. Ostatecznie po południu 6 lipca transport zatrzymał się w Călărași, gdzie ocalali więźniowie zostali osadzeni w obozie dla internowanych, który zorganizowano w miejscowych koszarach. Jednocześnie z wagonów wyładowano kolejne 25 zwłok. Łącznie spośród około 2530 Żydów, których w nocy 29 na 30 czerwca załadowano do wagonów w Jassach, tylko 1011 lub 1076 przeżyło podróż do Călărași.
W Călărași poniosło śmierć 99 Żydów, z czego 69 zmarło wkrótce po opuszczeniu „pociągu śmierci”. Mimo że część deportowanych zmuszono do przymusowej pracy, ich sytuacja zasadniczo się poprawiła. Dzięki łapówkom, a także dzięki pomocy, której udzieliła gmina żydowska w Bukareszcie, warunki bytowe i wyżywienie okazały się znośne. Ostatecznie pod koniec sierpnia 1941 roku ocalałym Żydom pozwolono powrócić do Jassów. W drodze powrotnej rumuńska eskorta traktowała ich bardzo dobrze, a nawet chroniła przed atakami chuliganów i bojówkarzy.

#### Drugi transport

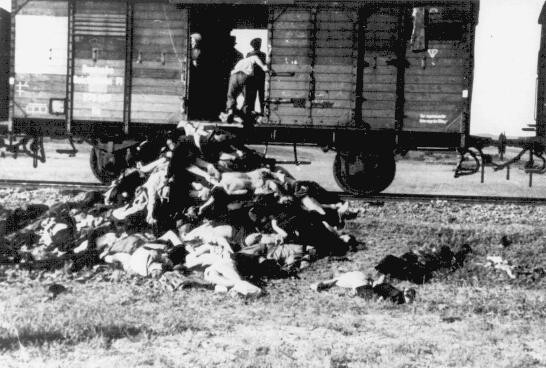
Stos zwłok wyładowanych z „pociągu śmierci”

30 czerwca około godziny 4:00, gdy pierwszy transport wyruszał w drogę, z komendy policji w Jassach wyprowadzono kolejną grupę Żydów. Liczyła ona około 1,9 tys. osób, znajdowały się w niej m.in. osoby, które aresztowano jeszcze przed rozpoczęciem pogromu. Wagony zostały zapełnione jeszcze bardziej niż miało to miejsce w pierwszym „pociągu śmierci”. W dodatku do ostatniego z osiemnastu wagonów załadowano około 80 zwłok zebranych na stacji w Jassach.
Drugi transport wyruszył w drogę o godzinie 6:00. Mimo że punktem docelowym było odległe zaledwie o 20 kilometrów miasteczko Podu Iloaiei, podróż trwała aż osiem godzin. Świadkowie wspominali, że pociąg poruszał się tak wolno, iż eskorta towarzyszyła mu na piechotę. W wagonach panowały równie tragiczne warunki, co w przypadku pierwszego transportu. Żydzi, którzy wyskakiwali, by zaczerpnąć wodę, byli zabijani na miejscu. Pewien żydowski dentysta wręczył strażnikowi łapówkę, lecz zamiast wody otrzymał roztwór wodorotlenku sodu; zdesperowany wypił go i w konsekwencji szybko zmarł.
Gdy pociąg dotarł do miejsca przeznaczenia, z wagonów wyładowano 1194 zwłoki. W niektórych wagonach znaleziono ponad 100 ciał i zaledwie 3–4 skrajnie wyczerpanych ocalałych. Tych, którzy przeżyli podróż, umieszczono najpierw w miejscowej synagodze. Później zostali rozlokowani w żydowskich domach. Po upływie 4–5 tygodni pozwolono im powrócić do Jassów.

### Ofiary
23 lipca 1943 roku rumuńska tajna policja (Serviciul Special de Informații, SSI) przygotowała raport na temat przebiegu pogromu w Jassach. Bazując na listach ofiar przygotowanych przez tamtejsze synagogi, liczbę zamordowanych oszacowano na 13 266, w tym 40 kobiet i 180 dzieci. Zdaniem Witolda Mędykowskiego szacunki SSI są prawdopodobnie najbliższe prawdy. Do liczby około 13 tys. ofiar przychyla się także Götz Aly.
Niemieccy dyplomaci szacowali, że w czasie pogromu zamordowano co najmniej 4 tys. Żydów; liczbę tę przyjmował również Raul Hilberg. Curzio Malaparte, który był naocznym świadkiem pogromu, pisał o 7 tys. ofiar. W uzasadnieniu wyroku z procesu marsz. Antonescu wymieniono liczbę 10 tys. zamordowanych. Jicchak Arad szacował liczbę ofiar pogromu na 8–13 tys. W innych źródłach podawano szacunki w wysokości 8 tys. lub 12 tys. ofiar. Gmina żydowska w Jassach liczbę zamordowanych oszacowała na 14 850. Również Jad Waszem i United States Holocaust Memorial Museum są skłonne szacować liczbę ofiar pogromu na około 15 tys.
Pogrom w Jassach jest uznawany za najbardziej znany epizod w historii Zagłady Żydów w Rumunii. Był to jednocześnie pierwszy duży pogrom Żydów, do którego doszło w czasie II wojny światowej.

### Sprawcy
Radu Ioanid, bazując na m.in. powojennych zeznaniach oficerów SSI, przypuszcza, że pogrom w Jassach został zaplanowany i zainicjowany przez tę organizację we współpracy z naczelnym dowództwem armii rumuńskiej, a być może także w porozumieniu z niemiecką Abwehrą. Wskazuje w tym kontekście m.in. na fakt obecności w mieście przed i w czasie pogromu elitarnego „Pierwszego eszelonu” SSI (Esalonul I Operativ), którego zadaniem było zwalczanie szpiegostwa, sabotażu i dywersji za linią frontu i którego funkcjonariusze uczestniczyli później w masowych mordach na Żydach w Besarabii i Transnistrii. W jego ocenie brak jest jednak jednoznacznych dowodów, które potwierdzałyby, iż zorganizowanie masakry nakazało najwyższe kierownictwo państwa, aczkolwiek wskazuje, że rozkazy wydane już w czasie pogromu przez Iona Antonescu i Mihaia Antonescu przełożyły się na jego nasilenie.
Członkowie międzynarodowej komisji ds. zbadania historii Zagłady Żydów w Rumunii, którą powołał prezydent Ion Iliescu, byli z kolei przekonani, że marsz. Ion Antonescu osobiście wydał rozkaz zorganizowania pogromu. Miał on się przy tym wpisywać w szerszy plan „oczyszczenia z Żydów” terenów Mołdawii, Besarabii i Bukowiny północnej. W tym celu w dniach poprzedzających pogrom funkcjonariusze „Pierwszego eszelonu” SSI oraz wywiadu wojskowego mieli szerzyć plotki i antyżydowską propagandę, uzbrajać przyszłych pogromowców, a na koniec – sprowokować nocne strzelaniny. 
Autorzy, którzy są przekonani, iż pogrom został z góry zaplanowany, wskazują także na inne przesłanki: wcześniejsze oznaczanie domów należących do chrześcijan, uzbrajanie przez funkcjonariuszy SSI członków Żelaznej Gwardii, wykopanie zawczasu masowych grobów na żydowskim cmentarzu (miało to nastąpić już między 20 a 26 czerwca).
Z kolei w ocenie Witolda Mędykowskiego brak jest jednoznacznych dowodów, które potwierdzałyby, że wydarzenia, które rozegrały się w Jassach, zostały zawczasu zaplanowane. Przyznaje on, że wielu kwestii dotyczących pogromu, w tym zaangażowania SSI, nie udało się całkowicie wyjaśnić. Niemniej jego zdaniem to w atmosferze napięcia spowodowanego przystąpieniem Rumunii do wojny z ZSRR, a także na skutek trwającej od dłuższego czasu kampanii antysemickiej, splot przypadkowych wydarzeń stał się katalizatorem pogromu. Mędykowski podkreśla jednocześnie, że zarówno dowództwo wojskowe w Jassach, jak i kierownictwo państwa w Bukareszcie, były doskonale poinformowane o rozgrywających się w mieście wydarzeniach i nie uczyniły nic, aby im zapobiec. Co więcej, swoimi późniejszymi decyzjami przyczyniły się do nasilenia pogromu i zwiększenia liczby ofiar.
W pogromie – obok rumuńskich żołnierzy, policjantów i cywilów – licznie uczestniczyli także obecni w mieście Niemcy: żołnierze Wehrmachtu, członkowie SS, członkowie organizacji Todta. Maltretowali i mordowali Żydów na ulicach miasta i na dziedzińcu komendy policji, a także pomagali Rumunom wpędzać ich do „pociągów śmierci”. Niektórzy rumuńscy historycy i publicyści usiłowali później zrzucić na Niemców główną odpowiedzialność za zorganizowanie pogromu. Niemniej, jak wskazuje Radu Ioanid, ich udział w tych wydarzeniach miał charakter oddolny i niezorganizowany, co zasadniczo wyklucza możliwość działania na podstawie wydanych wcześniej rozkazów.

## Osądzenie sprawców
Proces sprawców pogromu odbył się po wojnie przed trybunałem ludowym w Bukareszcie. Na ławie oskarżonych zasiadło 57 osób. Byli wśród nich przedstawiciele rumuńskiego wojska, policji i administracji, a także zwykli cywile. W czasie procesu zaprezentowano liczne dowody rzeczowe oraz przesłuchano 165 świadków. Pod naciskiem władz komunistycznych starano się jednak w miarę możliwości unikać odniesień do antysemickiego charakteru pogromu. Czyny popełnione przez oskarżonych były oficjalnie nazywane „zbrodniami przeciwko mieszkańcom Jassów”.
Trybunał wydał werdykt 26 czerwca 1948 roku. 48 oskarżonych usłyszało wyroki skazujące:
- 21 oskarżonych skazano na dożywotnie ciężkie roboty. W grupie tej znaleźli się m.in. dowódca 14 Dywizji Piechoty gen. Gheorghe Stavrescu, prefekt okręgu Jassy płk Dumitru Captaru, szef sekcji niemieckiej SSI ppłk Constantin Ionescu-Micandru, ppłk Danubiu Marinescu, komisarz Ion Botez, por. Aurel Triandaf oraz sierż. Mircea Manoliu[74][75].
- jeden oskarżony, dowódca garnizonu w Jassach płk Constantin Lupu, został skazany na karę dożywotniego ciężkiego więzienia[74][76].
- siedmiu oskarżonych skazano na 25 lat ciężkich robót[74].
- jedenastu oskarżonych skazano na 20 lat ciężkich robót[74].
- jeden oskarżony został skazany na 20 lat ciężkiego więzienia[74].
- sześciu oskarżonych skazano na 15 lat ciężkich robót[74].
- jeden oskarżony został skazany na 5 lat ciężkich robót[74].

Każdy ze skazanych został ponadto pozbawiony praw obywatelskich na okres 10 lat. Wymierzono im również grzywny w wysokości 100 mln lei.
Pozostałych oskarżonych uniewinniono. Oczyszczony z zarzutów został m.in. sierż. Ion Leucea, który dowodził eskortą pierwszego „pociągu śmierci” na początkowym etapie jego podróży.
Żaden z Niemców uczestniczących w pogromie w Jassach nie został pociągnięty do odpowiedzialności karnej.

## Upamiętnienie

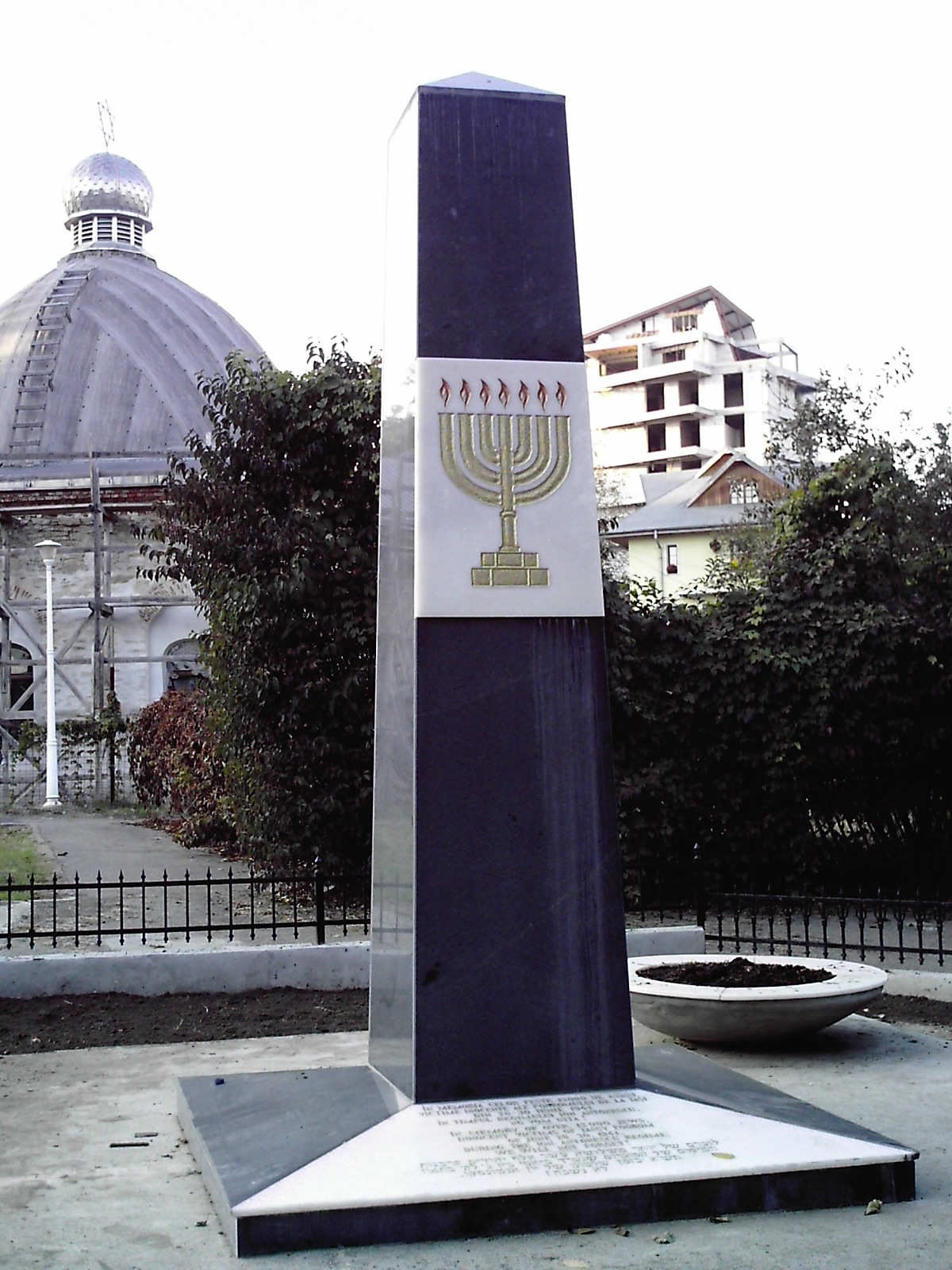
Pomnik w Jassach upamiętniający ofiary pogromu

W 1976 roku przed gmachem Wielkiej Synagogi w Jassach odsłonięto pomnik ku czci ofiar pogromu. W 2011 roku, w związku z 70. rocznicą masakry, został on zrewitalizowany i ponownie odsłonięty. Na pomniku widnieje inskrypcja w językach rumuńskim, hebrajskim i angielskim:

Pamięci 13 000 Żydów, niewinnych ofiar pogromu w Jassach, dokonanego 28–30 czerwca 1941 roku, w latach reżimu Iona Antonescu. Nie zapomnimy!

Czworo Rumunów, którzy ratowali Żydów w czasie pogromu – Dumitru Beceanu, Elisabetha Nicopoi-Strul, Nona Pântea, Grigore Profir – zostało po wojnie odznaczonych medalem „Sprawiedliwy wśród Narodów Świata”. Tym samym odznaczeniem została również uhonorowana Viorica Agarici, która podczas postoju „pociągu śmierci” w Roman niosła pomoc deportowanym.

## Odniesienia w kulturze
Pogromowi w Jassach jest poświęcony jeden z rozdziałów autobiograficznej powieści Kaputt autorstwa Curzio Malapartego.